# أولغا كولومييتس
أولغا كولومييتس (ولدت في 25 سبتمبر 1973) كانت لاعبة كرة طائرة أوكرانية.
كانت جزءًا من فريق الكرة الطائرة الوطني للسيدات في أوكرانيا في دورة الألعاب الأولمبية الصيفية عام 1996،   وبطولة العالم للسيدات للكرة الطائرة عام 1994. وعلى مستوى النادي، لعبت مع نادي ألكسندريا بيلا.

## روابط خارجية
- Olha Kolomiyets في موقع أوليمبيديا
- Olga Kolomiyets في اللجنة الأولمبية الدولية